# کانتون فرانسیسکو د اوریانا
کانتون فرانسیسکو د اوریانا (به اسپانیایی: Cantón Orellana) یک منطقهٔ مسکونی در اکوادور است که در Orellana Province واقع شده‌است.